# História de Canoas

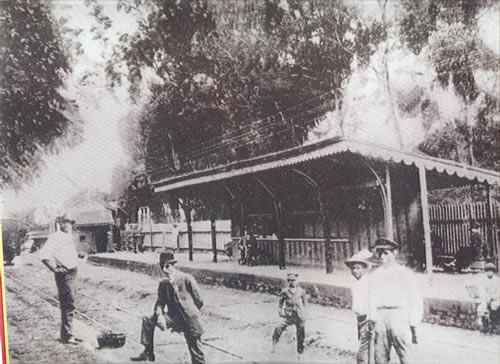
Estação Férrea em 1874.

A área onde hoje se localiza o município de Canoas, no Rio Grande do Sul, era habitada pelos índios Tapes, quando em 1725 chegou na região os tropeiros lagunistas e com eles o povoador e conquistador Francisco Pinto Bandeira. Ele solicitou ao Rei de Portugal as terras que se estendiam ao longo do rio Gravataí pela margem direita. A suas carta de sesmaria tem a data de 20 de maio de 1740, mas já em 1733 ele tinha ocupado as terras e criado a Fazenda Gravataí, localizada onde hoje se encontra o bairro Estância Velha.
Francisco Pinto Bandeira morreu em 1771, com isso Rafael Pinto Bandeira, seu filho, herdou a fazenda. Após a morte de Rafael, sua mulher, Josefa Eufália de Azevedo (A Brigadeira) ficou com a posse da fazenda. Posteriormente suas terras foram repartidas e vendidas.
Em 1871 a construção estrada de ferro que ligaria São Leopoldo a Porto Alegre tem início. O primeiro trecho da ferrovia foi inaugurado em 1874 e na atual área de Canoas, que na época pertencia aos municípios de Gravataí e São Sebastião do Caí, foi construída uma estação. O povoamento da região tem início em torno desta estação férrea, que ficava no centro da Fazenda Gravataí.

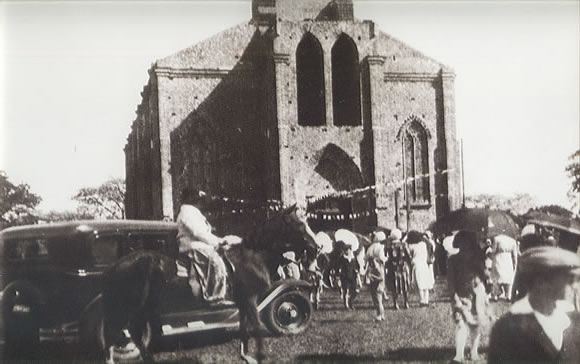
Igreja da Matriz em 1931.

Os homens da guarda da estação utilizaram uma grande árvore na construção de uma canoa para o serviço da sede, situada as margens do rio dos Sinos. Outras canoas foram feitas com árvores do mato que havia no local que, por esse motivo, ficou conhecido como Capão das Canoas, o que originou o nome da estação, do povoado e, posteriormente, do município.
O major Vicente Ferrer da Silva Freire, proprietário da Fazenda Gravataí na ocasião, aproveitou a viação férrea para transformar suas terras em um lote de chácaras de veraneio, que ele pôs à venda. Logo, as grandes fazendas foram perdendo espaço para as pequenas propriedades, chácaras e granjas.
Em 1908, Canoas é elevada a Capela Curada, tendo por orago (santo que dá nome à igreja) São Luís Gonzaga. No mesmo ano, os irmãos Lassalistas criaram uma escola agrícola, de ensino primário e de ensino secundário no centro da cidade. Em 1937, a instalação do 3º Regimento de Aviação Militar (RAV), hoje o 5º Comando Aéreo Regional (V Comar), foi decisiva para emancipação de Canoas. Victor Hugo Ludwig liderou o movimento emancipacionista e levou ao general Flores da Cunha, interventor federal no estado, as razões da emancipação.
Elevada à condição de vila em 1938, já no ano seguinte, no dia 27 de junho de 1939, Canoas torna-se cidade e sede de município. Em 20 de março de 1992, Canoas perdeu seu 2º Distrito que, emancipado, se transformou no município de Nova Santa Rita.
Após 1970 a economia da cidade cresceu muito rapidamente em comparação as outras cidades da região, assim como sua população. Pouco tempo depois a cidade já era um grande centro urbano, sendo atualmente a 2º maior economia do estado.